# Service des poursuites pénales du Canada
Le Service des poursuites pénales du Canada (SPPC) est un organisme public responsable d'entreprendre les poursuites criminelles et pénales au nom du gouvernement du Canada. Il s'agit de l'organisme qui remplace un rôle historiquement dévolu au Procureur général du Canada.